# Bart Köhlen
Bart Köhlen (Geleen, 16 december 1984) is een Nederlandse voormalig handballer.

## Biografie
Köhlen kwam voor het eerst uit in de Nederlandse eredivisie voor het Geleense Vlug en Lenig. In 2006 maakte hij de overstap naar het Belgische Initia Hasselt. In 2019 verkaste hij naar Sporting Pelt, waar hij tevens in 2023 een punt achter zijn handbalcarrière zette.